# Cornelia Hanisch
Cornelia Hanisch, född 12 juni 1952 i Frankfurt, Tyskland, är en rysk fäktare som tog OS-guld i damernas lagtävling i florett i samband med de olympiska fäktningstävlingarna 1984 i Los Angeles.